# Greby-Kleva naturreservat
Greby-Kleva naturreservat är ett naturreservat i Tanums kommun i Västra Götalands län. 
Området är naturskyddat sedan 2021 (gällande från 2023) och är 56 hektar stort. Reservatet ligger norr om Grebbestad och består av ädellövskog, trädklädda betesmarker, hällmarker med tall, strandängar samt ett område med åker.